# June Hutton
June Hutton, rodným jménem June Marvel Cowan (11. srpna 1919 Chicago, Illinois – 2. května 1973 Encino, Kalifornie), byla americká herečka a zpěvačka, populární ve 40. letech 20. století. Měla mladší sestru zpěvačku Iny Ray Huttonové.

## Životopis
Narodila v Bloomingtonu, v Chicagu Marvel Svea Williamsové a Odie Danielu Cowanovi. Spolu se sestrou již v mládí byly bavičkami a umělkyněmi období Big bandů.
V Chicagu navštěvovala střední školu Hyde Park, stejně jako její starší sestra. Během studia na střední škole pracovala v oddělení oděvů v obchodním domě Marshall Fields. Po ukončení studia skončila se svou prací a dala se na pěveckou kariéru. Ve 40. letech zpívala se skupinou Charlie Spivak and His Orchestra a později se stala členkou skupiny The Pied Pipers.
V roce 1963 zemřel její manžel Alex Stordahl. Znovu se provdala v roce 1968 za herce Kennetha Tobeye. Rozvedli se v roce 1972. Zemřela v Encino v Los Angeles 2. května 1973 ve věku 52 let. Je pohřbena vedle Alexe Stordahla v Forest Lawn Memory Park v Glendale.

## Vybraná diskografie
- If You've Got the Money I've Got the Time/Tear Drops From My Eyes (1950, Decca #27329 with the Lee Gordon Singers.)
- My Sweetie Went Away/More Than I Should (1950, Decca 27061)
- All the Bees Are Buzzin' Round My Honey/For You, My Love (1950, Decca 24056)
- Nothing/Bye, Honey, Bye-Bye (1951 Decca 27833)
- Keep It a Secret/I Miss You So (1952, Capitol 2268)]
- For the First Time/If It's the Last Thing I Do (1953, Capitol 2667)
- By the Light of the Silvery Moon (1953 Capitol with Gordon MacRae)
- Full Dimensional Sound -- A Study in High Fidelity (1953 Capitol) Hutton was one of several artists included on a long-playing album to "demonstrate to audiophiles the full range and capabilities of sound reproducing systems."
- The Lights of Home/You Are My Love (1953 Capitol 2369)
- I Had a Little Too Much to Dream Last Night/Song of the Sleigh Bells (1953 Capitol 2318)
- Coney Island Boat/Open Your Arms (1954 Capitol 2784)
- Gee/Too Little Time (1954 Capitol 2727)